# Hexatoma subrectangularis
Hexatoma subrectangularis är en tvåvingeart som först beskrevs av Alexander 1924.  Hexatoma subrectangularis ingår i släktet Hexatoma och familjen småharkrankar. Inga underarter finns listade i Catalogue of Life.